# 오다이역
오다이역(일본어: 大平駅)은 일본 아오모리현 히가시쓰가루군 소토가하마정에 위치한 동일본 여객철도 쓰가루 선의 철도역이다. 단선 승강장 1면 1선의 구조를 갖춘 지상역이다.

## 역 주변
- 홋카이도 신칸센 · 가이쿄 선 오다이 터널

## 역사
- 1958년 10월 21일 : 일본국유철도의 역으로서 개업.
- 1987년 4월 1일 : 일본국유철도 분할 민영화에 의해, 동일본 여객철도가 승계.

## 인접 역
| 쓰가루 선                | 쓰가루 선   | 쓰가루 선                  |
| ------------------------ | ----------- | -------------------------- |
| 나카오구니 아오모리 방면 | ■ 쓰가루 선 | 쓰가루후타마타 민마야 방면 |